# Drawing Down the Moon
Drawing Down the Moon (deutsch „Herabziehen des Mondes“) beziehungsweise Calling Down the Moon ist ein wichtiges magisches Ritual in einigen Wicca-Traditionen. Als Gegenstück existiert auch das Ritual Drawing Down the Sun, bei dem ein männlicher Priester den Sonnengott beschwört, das jedoch ansonsten auf dieselbe Art und Weise ausgeführt wird. Die Ursprünge des Rituals werden in der Antike gesehen; es wurde thessalischen Hexen nachgesagt, sie könnten den Mond kontrollieren, und es finden sich entsprechende Abbildungen auf antiken Töpferwaren. Eine der ersten Bezugnahmen auf das Herabziehen des Mondes findet sich bei Aristophanes, die älteste römische bei Quintus Horatius Flaccus.
Drawing Down the Moon spielt eine wichtige Rolle bei den zum Vollmond abgehaltenen Esbat-Feiern und ist ein zentraler Teil derselben. Das Ritual wird in einem Zirkel bei Vollmond abgehalten. Die Hohepriesterin des Covens versetzt sich in Trance und wird zur Göttin, die durch den Mond symbolisiert wird. Diese Transformation kann durch die Hilfe eines Priesters erreicht werden, der den Geist der Göttin in die Hohepriesterin beschwört oder herabzieht, und erlaubt der Göttin, durch die Hohepriesterin zu ihren Anhängern zu sprechen. Die Hohepriesterin nimmt hierbei die Position der Mondgöttin beziehungsweise eines Pentakels (stehend, mit ausgestreckten Armen und Beinen) an, die Geburt und Wiedergeburt symbolisiert; es gibt jedoch auch Anleitungen, denen zufolge ihre Füße erst beieinander und nach der ersten Ansprache der Göttin schulterbreit auseinander stehen müssen.